# 남양주 봉선사 동종
남양주 봉선사 동종(楊州 奉先寺 銅鍾)은 대한민국 경기도 남양주시에 있는 동종으로 조선 세조의 비 정희왕후가 봉선사를 다시 지을 때 세조의 명복을 빌기 위하여 만든 것이다. 한반도에 많이 남아있지 않은 조선 초기의 동종으로, 1963년 9월 2일 대한민국의 보물 제397호로 지정되었다.

## 개요
남양주 봉선사 동종(南陽州 奉先寺 銅鍾)은 왕실의 발원으로 만들어진 조선전기 대형 범종의 대표적인 작품으로서 예종원년(1469)년에 제작되었다. 높이 238cm, 입지름 168cm, 두께 23cm로 꼭대기에는 용통이 없고 두 마리 용이 서로 등지고 종의 고리 구실을 하는 전형적인 조선종의 모습이다. 종의 어깨에는 이중의 가로줄을 돌려 몸통 부분과 구분짓고 있으며, 종 가운데는 굵고 가는 3중의 가로줄을 그어 몸통 부분을 상·하로 나누고 있다.
줄 윗부분에는 사각형의 연곽과 보살입상을 교대로 배치하였고 가로 줄 아랫부분에는 강희맹이 짓고 정난종이 글씨를 쓴 장문의 명문이 새겨져 있다. 여기에는 글에는 종을 만들게 된 연유와 만드는데 관계된 사람들의 이름이 열거되어 있어서, 국가적인 감독으로 이루어진 범종임을 알 수 있다. 또 종의 입구 위쪽으로 넓은 띠가 있는데 그 안에는 당시에 유행하던 파도치는 모양이 사실적으로 잘 표현되었다.
고려시대에 비해 종 입구가 넓어진 형태나 몸통에 있는 가로 띠와 보살입상 그리고 육자광명진언(六字光明眞言)이라는 조선시대 종의 새로운 요소가 등장한 점에서 조선시대 종 연구에 귀중한 자료이다.

## 갤러리

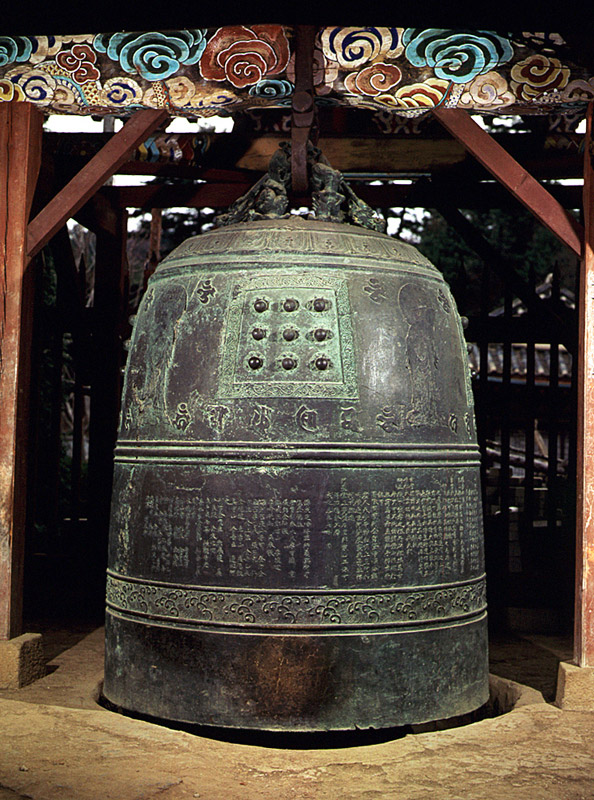
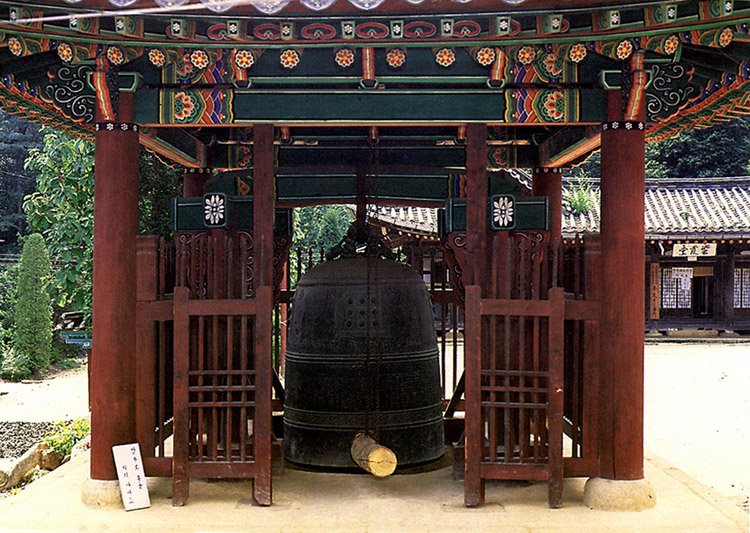
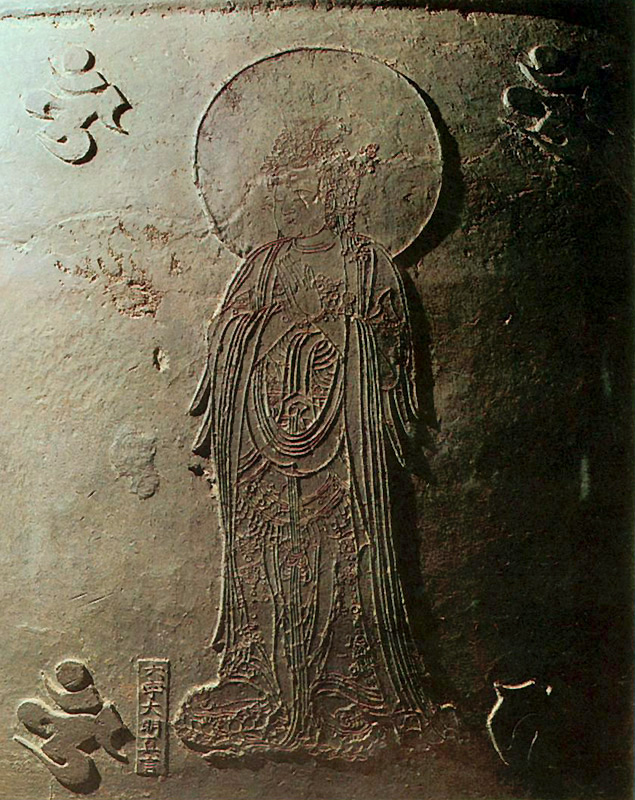

## 참고 자료
- 남양주 봉선사 동종 - 국가유산청 국가유산포털